# Adriaan van Roomen
Adriaan van Roomen (Leuven, 1561. szeptember 29. – Mainz, 1615. május 4.) (Adrianus Romanus néven is ismert) belga matematikus. Leuvenben volt professzor 1586 és 1592 között. Tanított a Bolognai Egyetemen is. Algebrával, trigonometriával és geometriával és a pí pontosításával foglalkozott.

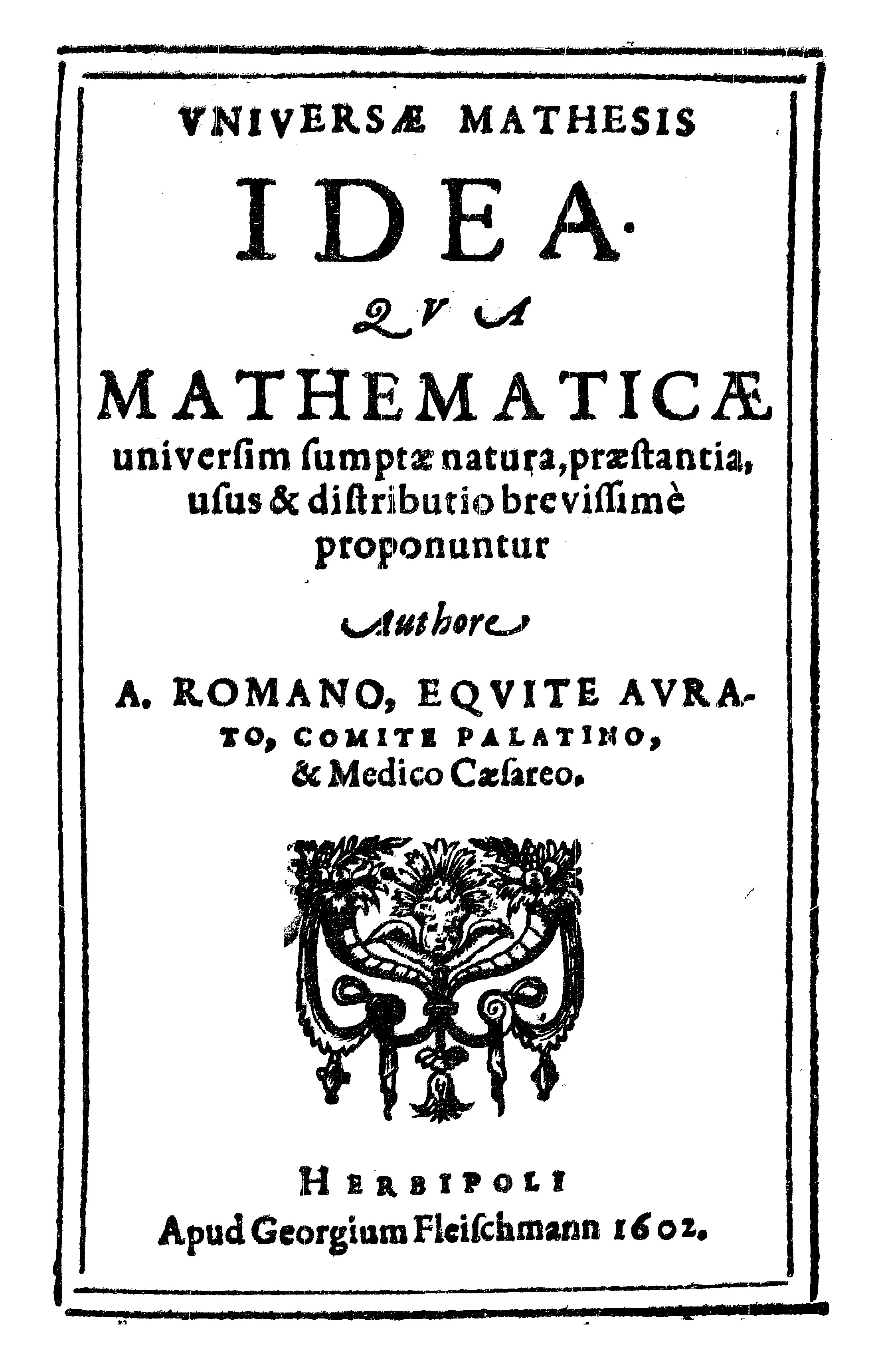
Universae mathesis idea, 1602